# Светски конгрес Рома
Светски конгрес Рома је серија форума за дискусију о питањима која се односе на Роме широм света. До данас је одржано девет светских конгреса Рома, почев од 1971. године када је одржан први конгрес. Међу главним циљевима ових конгреса били су стандардизација ромског језика, побољшање грађанских права и образовања, очување ромске културе, репарације из Другог светског рата и међународно признавање Рома као националне мањине пореклом из Индије.

## Први светски конгрес Рома
Први светски конгрес Рома организован је 1971. године у Орпингтону, близу Лондона, Енглеска, Велика Британија, а финансирали су га делом Светски савет цркава и влада Индије. Присуствовала су 23 представника из девет држава (Чехословачке, Финске, Норвешке, Француске, Велике Британије, Немачке, Мађарске, Ирске, Шпаније и Југославије) и посматрачи из Белгије, Канаде, Индије и Сједињених Држава. Пет подкомисија је створено за испитивање социјалних питања, образовања, ратних злочина, језика и културе. На конгресу је зелено-плава застава са конференције Генералног удружења Рома Рома из 1933. године, украшена црвеном чакром са шеснаест крака, поново потврђена као национални амблем Рома, а песма „Ђелем, Ђелем“ је усвојена као ромска химна. Већина присутних прихватила је и употребу речи „Ром“ (уместо варијанти „циганин“); као резултат тога, Међународни цигански комитет (основан 1965) преименован је у Komiteto Lumniako Romano (Међународни ромски комитет).

## Други светски конгрес Рома
Други конгрес у априлу 1978. године одржан је у Женеви у Швајцарској и присуствовало је на њему 120 делегата из 26 земаља. Присутни су помогли да се Међународни комитет за Роме трансформише у Међународну ромску унију.

## Трећи светски конгрес Рома
Трећи конгрес одржан је у Гетингену, западна Немачка, маја 1981. године, са 600 делегата и посматрача из 28 различитих земаља. Присутни су подржали позив да Роми буду признати као национална мањина индијског порекла. Порајмос је био главна тема разговора.

## Четврти светски конгрес Рома
1990. године одржан је четврти конгрес у Сероцку у Пољској коме је присуствовало 250 делегата. Теме разговора укључивале су репарације за Други светски рат, образовање, културу, односе с јавношћу, језик и енциклопедију на ромском језику.  Међународни дан Рома такође је званично проглашен 8. априлом, у част првог састанка Светског конгреса Рома 1971. године.

## Пети светски конгрес Рома
Пети светски конгрес Рома одржан је у Прагу, Чешка, јула 2000. Емил Шчука изабран је за председника Међународне ромске уније. Конгрес је дао званичну декларацију ромске нетериторијалне нације.

## Шести светски конгрес Рома
Шести конгрес одржан је у Ланциану у Италији 8. и 9. октобра 2004. године, уз учешће преко 200 делегата из 39 земаља света. Делегати су изабрали новог председника за Међународну унију Рома (Станислав Станкиевицз из Пољске ) и новог председника Светске Скупштине ИРУ (Драган Јевремовић из Аустрије). Основан је нови одбор који ће испитивати питања која се тичу жена, породица и деце.

## Седми светски конгрес Рома
Седми конгрес је одржан у Загребу, Хрватска  у октобру 2008. године. Скоро 300 делегата из 28 различитих земаља присуствовало је састанку који је објавио Акциони план за изградњу нације Рома, документ који је изнео планове за развој ромског национализма и представљања. Есма Реџепова је извела ромску химну.

## Осми светски конгрес Рома
Осми конгрес одржан је у Сибињу, у Румунији, априла 2013. Отприлике 250 делегата из 34 различите земље присуствовало је састанку.

## Девети светски конгрес Рома
Девети конгрес одржан је у Риги, Летонија, августа 2015, Присуствовало је приближно 250 делегата из 25 земаља. Изузетно, 21 држава од 25 колико их је присуствовало формирала је Федерацију за решавање проблема који погађају ромски народ.